# Anrath
Anrath is een plaats in de Duitse deelstaat Noordrijn-Westfalen, en stadsdeel van de gemeente Willich.
Tot 31 december 1969 was het een zelfstandige gemeente. Sinds 1 januari 1970 hoort het bij de gemeente "Stadt Willich".
Willich (en dus ook Anrath) maken deel uit van het vlak over de grens bij Venlo in richting oosten beginnende Duitse district "Kreis Viersen", vandaar beginnen de kentekens van de hier geregistreerde auto's ook steeds met "VIE".
De kortste afstand naar Nederland (Venlo, Groote Heide) is hemelsbreed ca. 19 km (gemeten vanaf de katholieke kerk te Anrath).

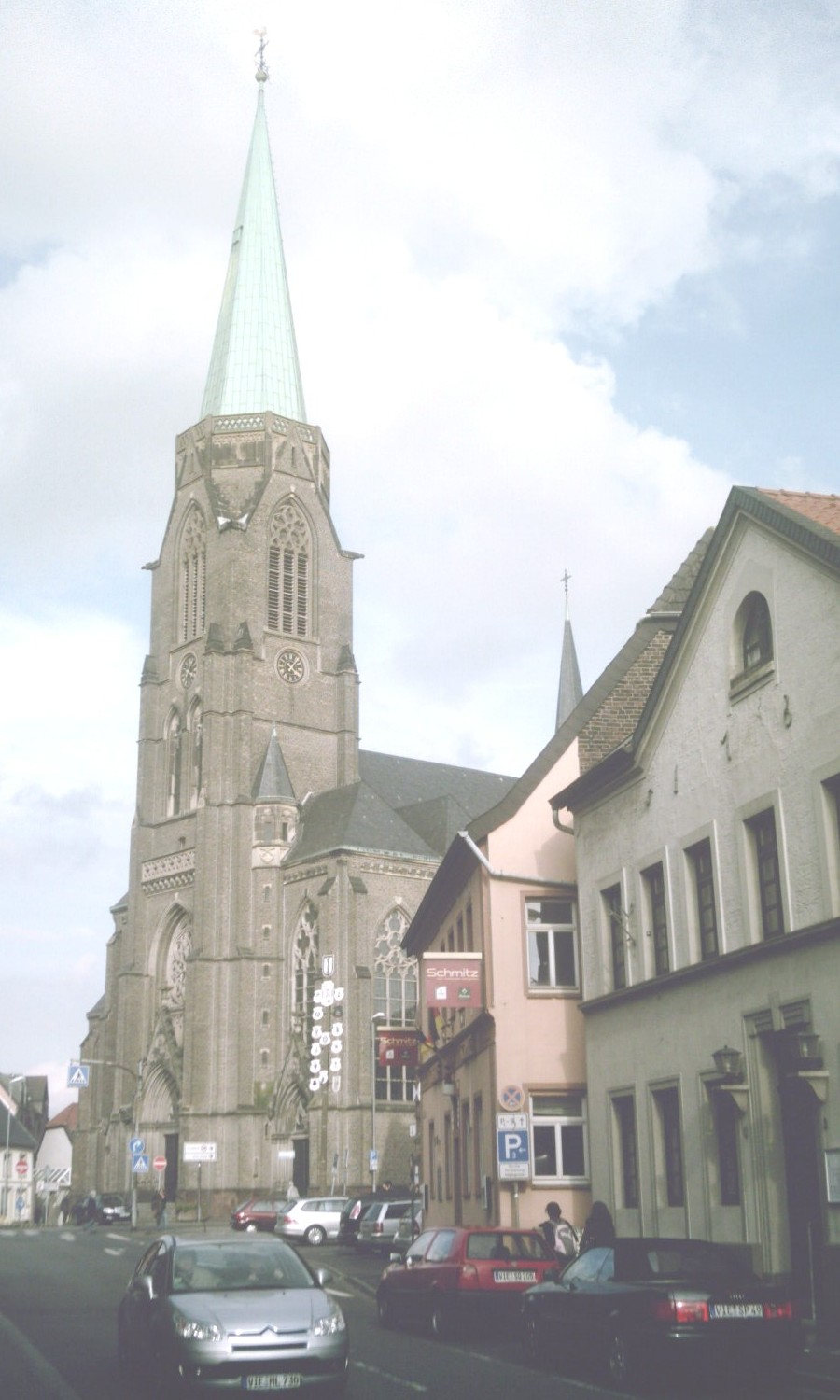
Rooms-katholieke kerk te Anrath

| plaatsen in de buurt | plaatsen in de buurt | plaatsen in de buurt | plaatsen in de buurt | plaatsen in de buurt |
| -------------------- | -------------------- | -------------------- | -------------------- | -------------------- |
| Vorst                |                      | Sankt Tönis Kehn     |                      | Forstwald            |
|                      |                      |                      |                      |                      |
| Clörath              | Münchheide           |                      |                      |                      |
|                      |                      |                      |                      |                      |
| Viersen              |                      | Mönchengladbach      |                      | Neersen              |